# Federazione Italiana Editori Giornali
La Federazione Italiana Editori Giornali (in acronimo FIEG) è una federazione di case editrici italiane fondata a Roma, dove ha sede, il 22 maggio 1950. 

## Descrizione
La FIEG rappresenta le imprese editrici (di giornali quotidiani, periodici e di giornali online) e le agenzie stampa di livello nazionale; firma, a nome degli editori, il Contratto collettivo nazionale di lavoro giornalistico.
Le aziende editrici che aderiscono al sodalizio pubblicano 334 testate giornalistiche. Fanno parte della Fieg anche l'«Associazione stampatori italiana giornali» e la «Federazione delle concessionarie di pubblicità a mezzo stampa».
La FIEG aderisce all'Associazione Europea Editori Giornali (European Newspaper Publishers' Association, ENPA), all'Associazione Europea Editori Periodici (European Magazine Media Association, EMMA) e alla FIPP (International Federation of Periodical Press).
Secondo l'ultimo Rapporto sulla stampa in Italia (relativo al 2012):
- quotidiani: 4,5 milioni di copie vendute al giorno, lette da 25 milioni di italiani;
- periodici: 20 milioni di copie vendute all'anno, lette da 33 milioni di italiani.

Su 7 000 testate giornalistiche, 200 ricevono finanziamenti pubblici, per un totale di 50 milioni annui. Il settore impiega 10.000 giornalisti e 5 500 poligrafici. Il fatturato è di 5 700 000 000 di euro. I punti vendita distribuiti sul territorio nazionale sono 32.000.
Nel giugno 2016 la Fieg ha stretto un accordo con Google, uno dei maggiori fornitori mondiali di contenuti over the top (cioè che non produce notizie in proprio), a sostegno della stampa periodica italiana. L'accordo prevede che le parti condividano ricavi e informazioni.

## Diritti di riproduzione degli articoli
I principali quotidiani e periodici italiani affidano la vendita dei diritti di riproduzione dei loro articoli a «Promopress 2000», la società di servizi della FIEG con sede a Roma. Aderiscono alla rete, denominata "Repertorio Promopress", 64 aziende editoriali con 381 testate.

## Presidenti
- Giuliano Salvadori del Prato, 22 maggio 1950 - 1953?
- Tommaso Astarita 1953?[9] - 1972
- Gianni Granzotto, dal 1972 al luglio 1976
- Giovanni Giovannini, luglio 1976 - 1996
- Mario Ciancio Sanfilippo, 1996 - maggio 2001;
- Luca di Montezemolo, giugno 2001 - giugno 2004;
- Boris Biancheri, 10 giugno 2004 - 8 luglio 2008;
- Carlo Malinconico, luglio 2008 - 14 dicembre 2011;
- Giulio Anselmi, dal 15 dicembre 2011[10] al 30 giugno 2014;
- Maurizio Costa, dal 1º luglio 2014 al 1º luglio 2018;
- Andrea Riffeser Monti, 2 luglio 2018[11] - in carica[12][13]

## Dati e cifre
Le vendite di quotidiani in Italia dal 1995 al 2008.
| Anno | Vendita media giornaliera |
| ---- | ------------------------- |
| 1995 | 5 977 000                 |
| 1996 | 5 881 000                 |
| 1997 | 5 870 000                 |
| 1998 | 5 881 000                 |
| 1999 | 5 914 000                 |
| 2000 | 6 073 000                 |
| 2001 | 6 018 000                 |
| 2002 | 5 836 000                 |
| 2003 | 5 711 000                 |
| 2004 | 5 618 000                 |
| 2005 | 5 462 000                 |
| 2006 | 5 510 000                 |
| 2007 | 5 400 000                 |
| 2008 | 5 291 000                 |

Dati forniti dalla FIEG.